# Důl Hohenegger

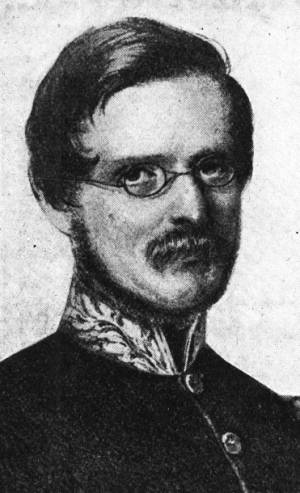
Ludwig Hohenegger, ředitel Těšínské komory

Důl Hohenegger je zaniklý důl na okraji Karviné, který existoval v letech 1884–1967. V současné době je důl plně zlikvidován.

## Historie dolu
První zkušební vrty v místech budoucího dolu byly provedeny v roce 1880, ovšem teprve 1. září 1884 došlo k propůjčení důlních měr pro budoucí důl. V tomto roce také dochází k výstavbě dolu. Těžba na dole začala 7. dubna 1889. Důl byl pojmenován po Ludvíku Hoheneggerovi, bývalém řediteli Těšínské komory. Připojení na železnici zajišťovala vlečka na důl Gabriela, která byla napojena na Košicko-bohumínskou dráhu.
16. března 1895 došlo v dole k výbuchu dynamitu, který usmrtil 52 lidí. V roce 1897 neměl důl kvůli poklesu poptávky dostatek objednávek, a proto došlo k zastavení těžby a činnost byla omezena. V roce 1900 došlo k vybudování koksovny. 21. února 1902 došlo k přetržení spojky klece, která vezla horníky, přičemž zahynulo 5 lidí. V roce 1906 důl koupila Báňská a hutní společnost, pod jejím vedením došlo k modernizací. V roce 1918 zahájeny práce na pátém patře dolu, v roce 1923 byla zmodernizována zařízení na povrchu dolu.
17. července 1946 byl důl přejmenován na důl 1. máj. Jelikož však byl důl velmi blízko dolu Barbora, který se rozvíjel rychleji, docházelo postupně k přesunu činností právě na tento důl. V roce 1948 byla na dole zrušena koksovna a 31. prosince 1951 došlo ke spojení s dolem Barbora. V roce 1962 začíná dobývání ochranných pilířů, v roce 1963 je zastaven provoz třídírny a prádla. V letech 1966–1967 byly zasypány výdušné jámy a 17. února 1969 byla zasypána těžní jáma.
roční těžba
| rok  | roční těžba v tunách |
| ---- | -------------------- |
| 1889 | 2.148                |
| 1895 | 114.005              |
| 1917 | 360.300              |
| 1930 | 452.000              |

počet zaměstnanců
| rok  | počet zaměstnanců |
| ---- | ----------------- |
| 1930 | 1320              |
| 1932 | 1228              |